# Ouïezd de Poudoj
L'ouïezd de Poudoj (en russe : Пудожский уезд) était un ouïezd du gouvernement d'Olonets dans l'Empire russe.

## Présentation
La paroisse était située à l'est du lac Onega.
Elle était délimitée au nord-ouest par l'ouïezd de Povenets, à l'est par l'ouïezd de  Kargopol et au sud par l'ouïezd de  Vytegra.
Le centre administratif de l'ouïezd était Poudoj.

## Démographie
Au recensement de l'Empire russe de 1897 de 1897, l'ouïezd de Poudoj comptait 33 472 habitants.
Ils avaient pour langue maternelle le russe à 99.7 % , le finnois à 0,2 %.